# 圣波利安附近圣热内
圣波利安附近圣热内（法語：Saint-Geneys-près-Saint-Paulien，法語發音：[sɛ̃ ʒənɛ pʁɛ sɛ̃ poljɛ̃]）是法国上卢瓦尔省的一个市镇，位于该省中部偏北，属于勒皮区。该市镇总面积16.49平方公里，2009年时的人口为306人。

## 人口
圣波利安附近圣热内人口变化图示